# Rinky Hijikata
Rinky Hijikata (リンキー・ヒジカタ?  n. 23 februarie 2001, Sydney, Australia) este un tenismen profesionist australian. După o carieră de succes la Universitatea din Carolina de Nord, la Chapel Hill, Hijikata a devenit profesionist. Cea mai bună clasare a sa la simplu este locul 70 mondial, în octombrie 2023, iar la dublu, locul 23 mondial, în octombrie 2023.
Hijikata și-a făcut debutul pe tabloul principal ATP la Melbourne Summer Set 1 2022, după calificarea pe tabloul principal. A câștigat Australian Open 2023 la dublu masculin, alături de compatriotul Jason Kubler.